# Hylesia vagans
Hylesia vagans är en fjärilsart som beskrevs av Walker 1855. Hylesia vagans ingår i släktet Hylesia och familjen påfågelsspinnare. Inga underarter finns listade i Catalogue of Life.